# Sagema
Sagema is een monotypisch geslacht van korstmossen dat behoort tot de familie Lecanoraceae. Het bevat alleen de soort Sagema potentillae.